# Mitsubishi Estate
Mitsubishi Estate Co. (三菱地所株式会社, Mitsubishi Jisho Kabushiki-gaisha, TSE : 8802) ou MEC est une société, qui constitue le cœur des entreprises Mitsubishi. Elle fut fondée en 1937.

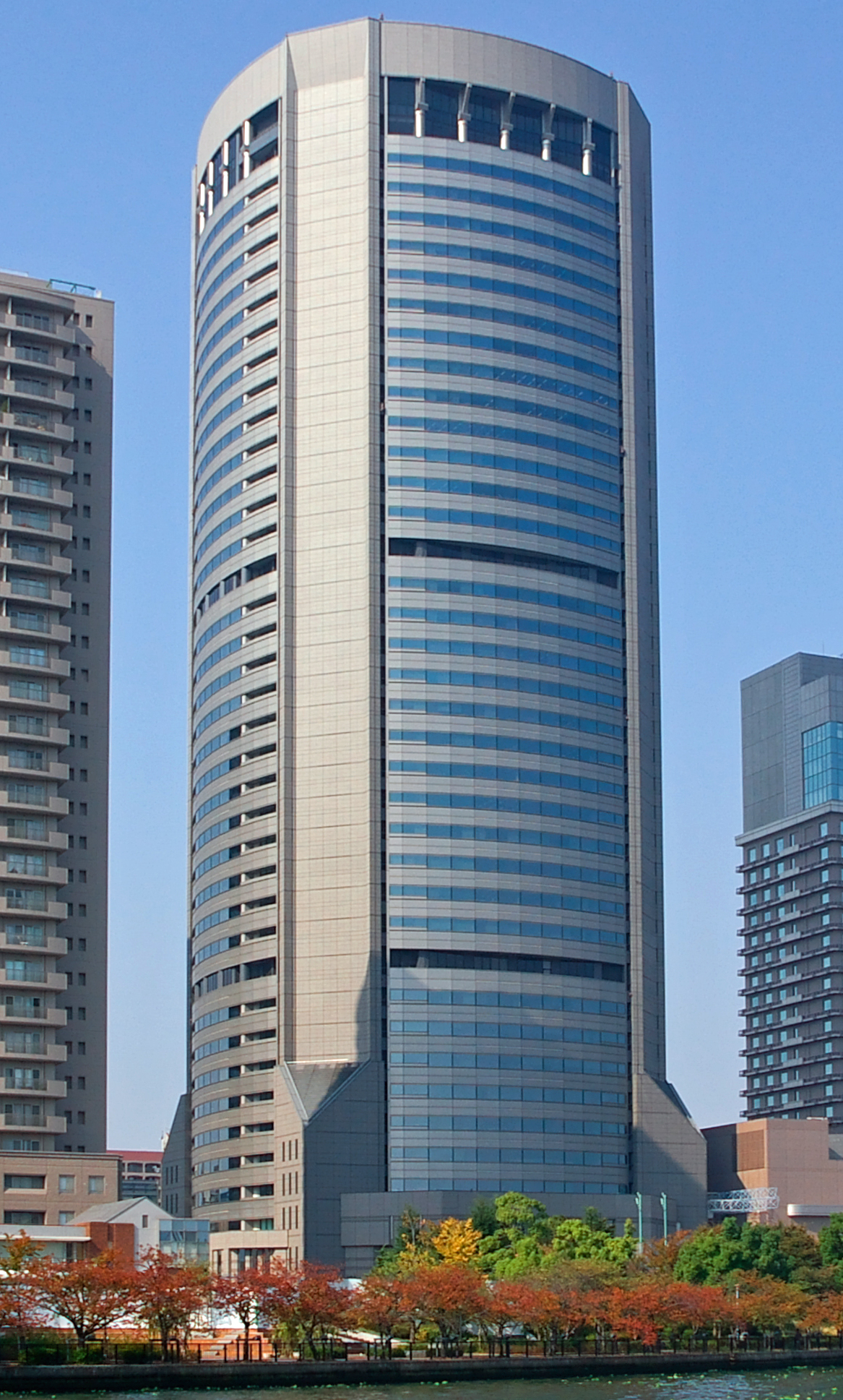
OAP Tower à Osaka conçu par Mitsubishi Estate

Elle a une importante activité de promotion immobilière et de conception architecturale.
Parmi les immeubles conçus par Mitsubishi Estate.

## Années 1970
- Sunshine 60 à Tokyo, 1978

## Années 1990
- Bank of Yokohama (gratte-ciel), à Yokohama, 1993
- Akasaka Park Building, à Tokyo, 1993
- Landmark Tower à Yokohama, 1993
- Act Tower à Hamamatsu (Japon), 1994
- OAP Tower à Osaka, 1996
- Kakyoin Square à Sendai, 1999

## Années 2000
- OAP Residence West Palace à Osaka, 2000
- Marunouchi Building à Tokyo, 2002
- Tokyo Twin Parks Towers à Tokyo, 2002
- Taiyo Life Shinagawa Building à Tokyo, 2003
- Mitsubishi Heavy Industries Building à Tokyo, 2003
- Shinagawa Mitsubishi Building à Tokyo, 2003
- Shinjuku Bunka Quint Building à Tokyo, 2003
- Nihon Seimei Marunouchi à Tokyo, 2004
- Meiji Yasuda Life Building à Tokyo, 2004
- W-Comfort Towers à Tokyo, 2004
- Mitsubishi Corporation Building à Tokyo, 2006
- Catherina Mita Towersuite 1, à Tokyo, 2006
- The Peninsula Tokyo à Tokyo, 2007
- The Tower Osaka à Osaka, 2008
- The Kitahama à Osaka, 2009

## Années 2010
- Grand Front Osaka Owners Tower, Osaka, 2013
- Tekko Building Main Tower à Tokyo, 2015